# Jonny Castro
Jonathan Castro Otto (Vigo, 3 maart 1994) - alias Jonny - is een Spaans voetballer die doorgaans als vleugelverdediger speelt. Hij verruilde Atlético Madrid in januari 2019 voor Wolverhampton Wanderers, dat hem daarvoor al een halfjaar huurde. Jonny debuteerde in 2018 in het Spaans voetbalelftal.

## Clubcarrière
Jonny werd geboren in Vigo en sloot zich daar aan bij Celta de Vigo. Op 1 september 2012 maakte hij zijn debuut in de Primera División, tegen CA Osasuna. In 2013 werd de rechtsachter na de komst van Luis Enrique definitief bij het eerste elftal gehaald. In zijn eerste seizoen kwam hij tot een totaal van negentien competitiewedstrijden. Jonny werd een vaste kracht bij Celta en speelde in zes seizoenen meer dan 180 wedstrijden in de Primera División. Nadat hij daarmee in het seizoen 2015/16 op de zesde plek eindigde, speelde hij hiermee het jaar erna ook zijn eerste wedstrijden in de Europa League.
Jonny verruilde Celta de Vigo in juli 2018 voor Atlético Madrid. Hiervoor zou hij nooit één wedstrijd spelen. Atlético verhuurde hem een dag na zijn komst aan Wolverhampton Wanderers, dat hem een halfjaar later definitief overnam.

## Clubstatistieken
| Seizoen | Club                      | Competitie       | Competitie | Competitie | Beker | Beker | Internationaal | Internationaal | Totaal | Totaal |
| Seizoen | Club                      | Competitie       | Wed.       | Dlp.       | Wed.  | Dlp.  | Wed.           | Dlp.           | Wed.   | Dlp.   |
| ------- | ------------------------- | ---------------- | ---------- | ---------- | ----- | ----- | -------------- | -------------- | ------ | ------ |
| 2012/13 | Celta de Vigo             | Primera División | 19         | 0          | 1     | 0     | —              | —              | 20     | 0      |
| 2013/14 | Celta de Vigo             | Primera División | 26         | 0          | 2     | 0     | —              | —              | 28     | 0      |
| 2014/15 | Celta de Vigo             | Primera División | 36         | 0          | 3     | 0     | —              | —              | 39     | 0      |
| 2015/16 | Celta de Vigo             | Primera División | 36         | 1          | 8     | 1     | —              | —              | 44     | 2      |
| 2016/17 | Celta de Vigo             | Primera División | 30         | 0          | 8     | 1     | 12             | 0              | 50     | 1      |
| 2017/18 | Celta de Vigo             | Primera División | 36         | 2          | 4     | 0     | —              | —              | 40     | 2      |
| 2018/19 | Atlético Madrid           | Primera División | —          | —          | —     | —     | —              | —              | 0      | 0      |
| 2018/19 | → Wolverhampton Wanderers | Premier League   | 20         | 1          | 2     | 0     | —              | —              | 22     | 1      |
| 2018/19 | Wolverhampton Wanderers   | Premier League   | 13         | 0          | 4     | 0     | —              | —              | 17     | 0      |
| 2019/20 | Wolverhampton Wanderers   | Premier League   | 22         | 1          | 2     | 0     | 9              | 0              | 33     | 1      |
| Totaal  | Totaal                    | Totaal           | 238        | 5          | 34    | 2     | 21             | 0              | 293    | 7      |

Bijgewerkt t/m 19 januari 2020

## Interlandcarrière
Castro kwam uit voor diverse Spaanse jeugdelftallen. In 2012 won hij met Spanje –19 het EK –19 in Estland. Hij debuteerde in 2014 in Spanje –21. Jonny maakte op 11 oktober 2018 zijn debuut in het Spaans voetbalelftal, in een met 1–4 gewonnen oefeninterland tegen Wales. Hij viel toen in de 63e minuut in voor César Azpilicueta.

## Erelijst
| Europees kampioen –19 | 1x | 2012 |